# Semana Santa in Liria
Die Feierlichkeiten der Semana Santa in Liria sind ein bekanntes Brauchtum der katholischen Kirche in der valencianischen Gemeinschaft. Die Semana Santa zeichnet sich durch Prozessionen in der heiligen Woche aus.

## Geschichte
Die Bruderschaft vom Heiligsten Blut unseres Herrn Jesus Christus (span. Cofradía oder Hermandad de la Santísima Sangre de Nuestro Señor Jesucristo), die älteste, die noch bestehende derartige Bruderschaft, entstand schon im 14. Jahrhundert. Die Bruderschaften jener Zeit bestanden in der Regel aus Angehörigen einer bestimmten sozialen oder beruflichen Schicht oder einer ethnischen Gruppe.
In der zweiten Hälfte des 19. und zu Beginn des 20. Jahrhunderts bildete sich die Form der Feierlichkeiten Semana Santa in ihrer heutigen Form heraus. In diese Zeit fiel auch die Verkündigung des Dogmas der unbefleckten Empfängnis im Jahr 1854. Darüber hinaus entdeckten verschiedene Gemeinden die touristische Anziehungskraft der traditionellen Prozessionen und subventionierten die Hermandades, um diese Tradition zu erhalten. In den letzten Jahren haben verschiedene Bruderschaften auch Frauen die Teilnahme an den Prozessionen gestattet. Traditionellerweise konnten Frauen zwar Mitglied einer Cofradía sein, aber nicht als Nazareno mit der Prozession gehen.

## Die Prozessionen
Start- und Endpunkt jeder Prozession ist das Viertel, in dem die Bruderschaft ihren Sitz hat. Die meisten Bruderschaften haben eine eigene Kapelle oder sind einer Kirchengemeinde verbunden, an deren Kirche die Prozession beginnt. Je nach Entfernung des Heimatviertels kann dieser Weg bis zu vier Stunden in Anspruch nehmen. Der Auszug (Salida) wird von den Angehörigen und Freunden der Büßer beobachtet und gehört zu den bewegendsten Momenten einer Semana-Santa-Prozession. Die Entrada, also der Einzug der Bruderschaft in ihre Kapelle nach dem Ende der Prozession ist ein weiterer emotionaler und sehr sehenswerter Moment, besonders da dieser in der Regel nachts stattfindet, so dass die von Kerzen erleuchteten Pasos besonders prachtvoll erscheinen.

## Zeitplan
Im Folgenden sind für jeden Tag der Semana Santa die Cofradías aufgeführt, die an diesem ihre Prozession begehen.

### Miércoles Santo (Mittwoch der Karwoche)
- Cofradía de la Oración de Jesús en el Huerto y el Santo Cáliz

### Jueves Santo (Gründonnerstag)
- Cofradía de la Santísima Sangre de Nuestro Señor Jesucristo

### Viernes Santo (Karfreitag)
- Via Crucis interparroquial
- Cofradía de la Virgen de los Dolores
- Santo Entierro (Die heilige Beerdigung)